# Pleotomus emmiltos
Pleotomus emmiltos is een keversoort uit de familie glimwormen (Lampyridae). De wetenschappelijke naam van de soort werd voor het eerst geldig gepubliceerd in 2002 door Caballero.